# Mount Holcroft
Mount Holcroft är ett berg i Kanada.   Det ligger i provinsen Alberta, i den södra delen av landet, 2 900 km väster om huvudstaden Ottawa. Toppen på Mount Holcroft är 2 734 meter över havet, eller 244 meter över den omgivande terrängen. Bredden vid basen är 0,69 km.
Terrängen runt Mount Holcroft är huvudsakligen kuperad, men norrut är den bergig. Mount Holcroft ligger uppe på en höjd som går i nord-sydlig riktning. Trakten runt Mount Holcroft är nära nog obefolkad, med mindre än två invånare per kvadratkilometer.. Det finns inga samhällen i närheten. 
I omgivningarna runt Mount Holcroft växer i huvudsak barrskog.